# فروردین (روزنامه)
فروردین نام یکی از مطبوعات استان فارس در دوران پهلوی اول است.
این روزنامه از سال ۱۳۰۷ خورشیدی به وسیله سید جمال‌الدین جزایری، در شیراز به چاپ رسیده است.